# Polimorfizm długości fragmentów restrykcyjnych

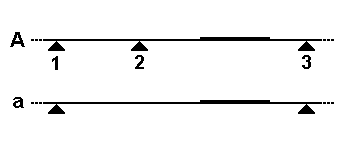
Przykład dwóch nici DNA różniących się obecnością/brakiem miejsca restrykcyjnego 2. W wyniku trawienia nici A powstaną dwa fragmenty 1–2 i 2–3, a dla nici a jedynie jeden dłuższy fragment 1–3

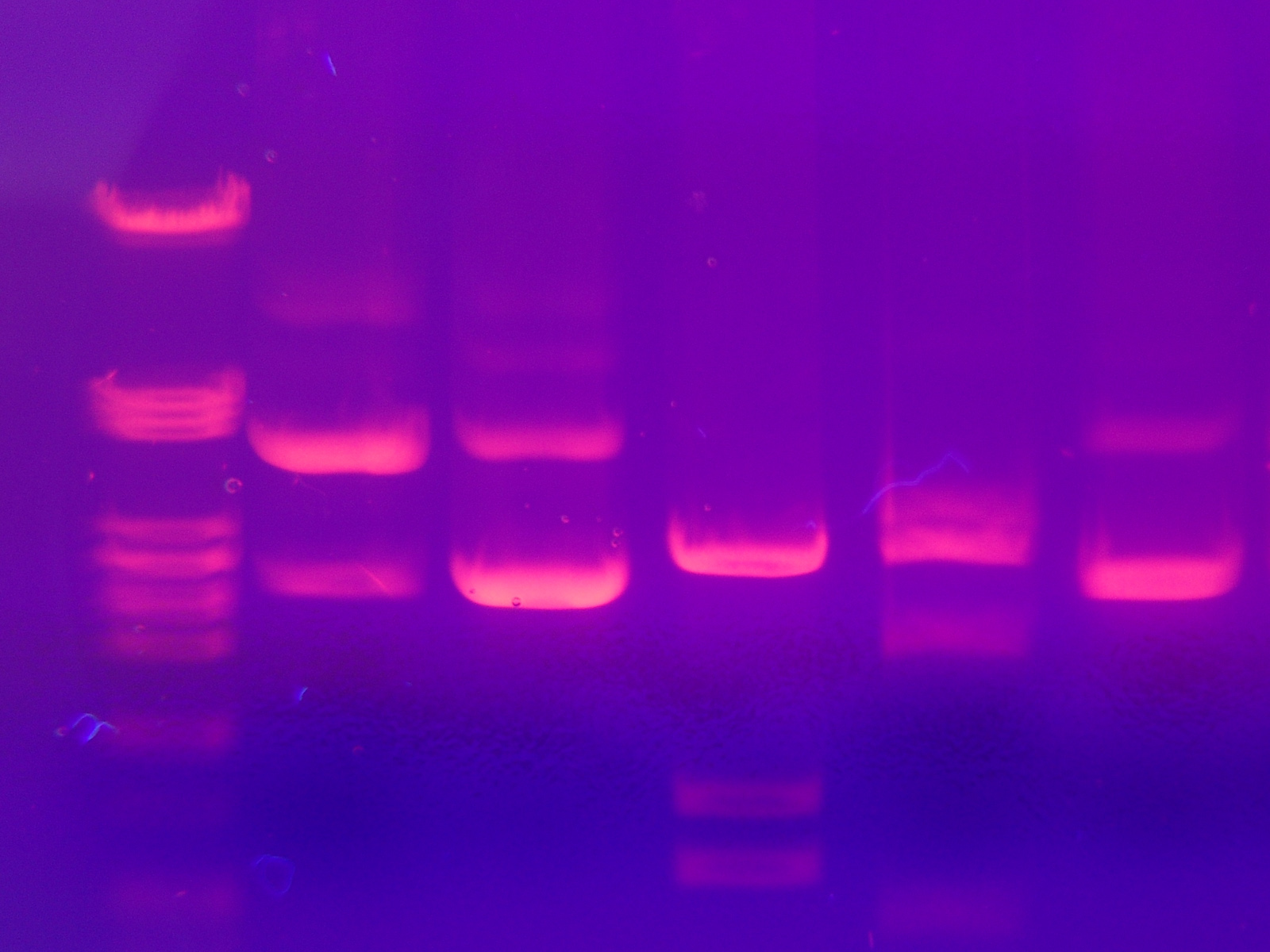
Wybarwione bromkiem etydyny fluoryzujące w UV DNA po elektroforezie w agarozie. Poszczególne pasma zawierają fragmenty kwasu nukleinowego o podobnej masie cząsteczkowej

Polimorfizm długości fragmentów restrykcyjnych (RFLP, z ang. restriction fragments length polymorphism) – polimorfizm długości fragmentów DNA powstałych w wyniku jego trawienia za pomocą enzymów restrykcyjnych.
Enzymy restrykcyjne rozcinają dwuniciowy DNA w miejscach o specyficznej sekwencji, charakterystycznej dla danego enzymu. W efekcie powstają fragmenty o określonych długościach. Jeśli w DNA wystąpi mutacja, w wyniku której powstaje lub niknie miejsce restrykcyjne, w mieszaninie poreakcyjnej występują fragmenty o innej długości, niż dla DNA niezmutowanego.

## Zastosowanie
RFLP jest wykorzystywany w technice, w której organizmy mogą być różnicowane poprzez analizę wzorów pochodzących z pocięcia ich DNA. Sekwencje polimorficzne RFLP, które wykrywa się tą metodą, są używane jako znaczniki zarówno w mapach fizycznych, jak i genetycznych.
Jest to metoda, która pozwala na wykazanie powiązań rodzinnych poprzez porównywanie charakterystycznych wzorów polimorficznych, które są otrzymywane, gdy określone regiony łańcucha DNA są powielane (szczególnie przy użyciu techniki PCR) i pocięte przez określone enzymy restrykcyjne.
RFLP jest kluczowym narzędziem w rozpoznawaniu DNA, określaniu obecności różnych alleli u osobników. Mapowanie polimorficznych długości fragmentów restrykcyjnych jest także używane w hodowli roślin po to, by wykazać czy cecha, taka jak np. odporność na suszę, została odziedziczona.
Podobnie jeżeli polimorfizm zostaje wykryty w pobliżu miejsca, gdzie występuje defekt genetyczny, RFLP jest wartościowym znacznikiem pokazującym drogę dziedziczenia tego defektu.
W szczególności dana osoba może być zidentyfikowana dzięki tej metodzie przy badaniu pozostałości krwi, włosów i nasienia i w związku z tym RFLP jest szeroko używana w kryminalistyce. Z wyjątkiem bliźniąt jednojajowych metoda ta pozwala na niemalże pewne odróżnianie poszczególnych osób. Jednak nawet w przypadku identycznych bliźniąt pojawiły się doniesienia o możliwości stosowania tej analizy DNA do ich rozróżnienia.
Po raz pierwszy profil DNA w kryminalistyce został wykorzystany w roku 1986 przez brytyjską policję w śledztwie dotyczącym dwóch morderstw połączonych z gwałtem. Dzięki tej technice uniewinniono niesłusznie podejrzewaną osobę i zidentyfikowano, a następnie skazano, rzeczywistego przestępcę – brytyjskiego piekarza Colina Pitchforka. W 1989 doszło do pierwszego uniewinnienia w oparciu o badanie RFLP w USA – pierwotnie skazany na podstawie relacji świadków na 50 lat więzienia za gwałt i porwanie, Amerykanin Gary Dotson został uniewinniony po przeprowadzeniu badań DNA w kilka lat po rozpoczęciu odbywania wyroku. Gdy stosowanie tej techniki dochodzeniowej zostało nagłośnione, pojawiły się też pierwsze przypadki oszustw, np. w 1992 kanadyjski doktor John Schneeberger, oskarżony o gwałt na pacjentce, wszczepił we własne ramię zasobnik z obcą krwią i antykoagulantami, by uniknąć pobrania obciążającej go próbki na potrzeby badań. Porównanie fragmentów restrykcyjnych matki, dziecka i domniemanego ojca pozwala także na potwierdzenie lub wykluczenie ojcostwa.